# Abarema adenophora
Espèce
Abarema adenophora est une espèce de plantes à fleurs de la famille des Fabaceae. C'est un arbre originaire de la zone néotropicale. 
Selon Plants of the World Online, c'est un synonyme de Jupunba adenophora.

## Description
C'est un arbre.

## Répartition et habitat
Cette espèce pousse en Amérique centrale et du Sud, du Honduras jusqu'au Brésil, dans des milieux humides à très humides.